# Sophie Molineux
Sophie Grace Molineux (* 17. Januar 1998 in Bairnsdale, Australien) ist eine australische Cricketspielerin, die seit 2018 für die australische Nationalmannschaft spielt.

## Kindheit und Ausbildung
Molineux begann motiviert durch ihren Vater und Großvater mit acht Jahren mit dem Cricket-Spiel für West Bairnsdale. Dort durchlief sie die Jugend und spielte auch in den Jugendmannschaften für Victoria.

## Aktive Karriere
Im Alter von 17 Jahren spielte sie für die Melbourne Renegades in der neu gegründeten Women’s Big Bash League. Dort konnte sie vor allem in ihrer dritten Saison herausstechen, ebenso für Victoria in der Women’s National Cricket League. Daraufhin wurde sie für die Nationalmannschaft nominiert und gab ihr WTwenty20-Debüt Drei-Nationen-Turnier in Indien im März 2018 gegen den Gastgeber. Daraufhin erhielt sie einen Vertrag mit dem australischen Verband. Zu Beginn der Saison 2018/19 folgten 3 Wickets für 11 Runs gegen Neuseeland. Für die Tour gegen Pakistan reiste sie daraufhin nach Malaysia, wo sie ihr WODI gab. In der zugehörigen Serie konnte sie im zweiten Spiel vier Wickets erreichen. In der WTwenty20-Serie erzielte sie vier Wickets (4/16) im ersten Spiel, wofür sie als Spielerin des Spiels ausgezeichnet wurde, und drei Wickets (3/14) in der zweiten Begegnung. Daraufhin spielte sie beim ICC Women’s World Twenty20 2018, wo ihr in der Vorrunde gegen Neuseeland zwei Wickets (2/20) gelangen. Mit dem Team konnte sie sich dann in der Folge den Turniersieg sichern.
In der Saison 2019 gab sie nach einer Schulteroperation ihr WTest-Debüt gegen England und erzielte dabei 4 Wickets für 95 Runs. In der Vorbereitung auf die kommende Weltmeisterschaft erzielte sie bei einem heimischen Drei-Nationen-Turnier drei Wickets (3/19) gegen England, wofür sie ausgezeichnet wurde. Beim ICC Women’s T20 World Cup 2020 konnte sie dann nicht herausstechen. Im Juni 2021 wurde sie als Kapitänin der Melbourne Renegades benannt. Doch erlitt sie in der Folge eine Fußverletzung, die dazu führte, dass sie den Women’s Cricket World Cup 2022 verpasste. Auch verlor sie ihren Vertrag mit dem australischen Verband und verpasste die Commonwealth Games 2022. Zurück im nationalen australischen Cricket riss sie sich im November das Kreuzband und musste daraufhin abermals mehr als 12 Monate verletzt pausieren.
Im Februar 2024 kam sie dann wieder zurück ins Nationalteam. In der Women’s Premier League 2024 erzielte sie ihm Finale gegen die Delhi Capitals für die Royal Challengers Bangalore die entscheidenden Wickets und wurde als Spielerin des Spiels ausgezeichnet. In Bangladesch folgten kurz darauf in der WODI- und WTenty20-Serie jeweils ein Mal 3 Wickets für 10 Runs. Kurz darauf wurde sie wieder auf die Vertragsliste des Verbandes ausgenommen, jedoch musste sie nach einer Rippenverletzung abermals zwei Monate pausieren. Dennoch wurde sie in der Folge für den ICC Women’s T20 World Cup 2024 nominiert.